# Georges Berthoulat
Georges Berthoulat est un homme politique français né le 16 août 1859 au Châtelet (Cher) et décédé le 5 juillet 1930 à Paris

## Biographie
Après des études de droit, il devient chef de cabinet du préfet du Cher, puis en 1885, secrétaire général de la préfecture du Cantal. En 1888, il démissionne pour se lancer dans le journalisme, d'abord au Progrès de Lyon, puis au journal La Liberté à Paris. 
Député de Seine-et-Oise de 1902 à 1906, il s'inscrit au groupe colonial et est un adversaire des radicaux et de la politique d’Émile Combes. Il est l'un des orateurs qui s'opposent à la loi de séparation des églises et de l’État en 1905. Battu en 1906, il retrouve un mandat de sénateur de Seine-et-Oise en 1920 et siège au groupe de l'Union républicaine jusqu'à sa mort en 1930.